# Juan Cruz Álvarez
Juan Cruz Álvarez (Arrecifes, Buenos Aires, Argentina; 20 de noviembre de 1985) es un expiloto de automovilismo y actual disc-jockey argentino.

## Trayectoria
En 2001 y 2002, compitió en la Fórmula Renault Argentina. En 2003 fue campeón de las World Series by Renault Light con el equipo Meycom. En 2004 fue rookie de la temporada en las World Series By Nissan con más de 5 podios y  la primera temporada de GP2 en 2005 se estrenó junto al piloto argentino en el equipo Campos Grand Prix integrando el programa RDD Renault Driver Development de F1. Finalmente, luego de su paso por el exterior, decidió regresar a su país donde comenzó a competir en la categoría Top Race V6, siempre a bordo de un Mercedes-Benz Clase C. Con la implementación en el año 2008 de un sistema de numeración fija, Álvarez eligió el número 77 para identificar a su coche de carreras, obteniendo más de 10 victorias en la que se destaca la carrera del año en 2009. En el año 2010, fue convocado por la firma francesa Peugeot para competir de manera oficial en el TC 2000, en el equipo Peugeot Cobra Team, a bordo de un Peugeot 307, donde compitió hasta 2012. En 2014 regresó al automovilismo internacional en la Porsche Sports cup y actualmente es piloto del Casiquito Racing con un McLaren MP4 12-C en la serie Blancpain.

## Resumen de carrera
| Temporada | Categoría                               | Equipo                    | Carreras | Victorias | Poles | VR | Podios | Puntos | Pos. |
| --------- | --------------------------------------- | ------------------------- | -------- | --------- | ----- | -- | ------ | ------ | ---- |
| 2001      | Fórmula Renault Argentina               |                           | 12       | 1         | 0     | 1  | 3      | 89     | 3.º  |
| 2002      | Fórmula Renault Argentina               | 11                        | 1        | 1         | 2     | 5  | 73     | 4.º    |      |
| 2002      | Fórmula Súper Renault Argentina         | 9                         | 0        | 0         | 1     | 1  | 20     | 14.º   |      |
| 2003      | World Series Light                      | Meycom                    | 15       | 7         | 3     | 5  | 11     | 244    | 1.º  |
| 2004      | World Series V6                         | Gabord Reyco              | 16       | 0         | 0     | 0  | 2      | 64     | 8.º  |
| 2005      | GP2 Series                              | Campos Racing             | 23       | 0         | 0     | 0  | 0      | 4.5    | 18.º |
| 2007      | Top Race V6                             | Catalan Magni Motorsports | 12       | 1         | 0     | ?  | 2      | 70     | 15.º |
| 2007      | Turismo Competición 2000                | Edival Racing Team        | 1        | 0         | 0     | 0  | 0      | 0      | NC†  |
| 2008      | Top Race V6                             | Midas Racing Team         | 11       | 0         | 0     | 0  | 0      | 53     | 22.º |
| 2009      | Top Race V6                             | Midas Racing Team         | 13       | 1         | 0     | 0  | 1      | 23     | 8.º  |
| 2010      | Copa América de Top Race                | Midas Racing Team         | 6        | 0         | 0     | 0  | 1      | 98     | 2.º  |
| 2010      | Turismo Competición 2000                | Peugeot Cobra Team        | 13       | 0         | 0     | 0  | 0      | 6      | 21.º |
| 2011      | Turismo Competición 2000                | Peugeot Cobra Team        | 13       | 0         | 0     | 0  | 0      | 46     | 19.º |
| 2011      | Top Race V6                             | Midas Racing Team         | 12       | 1         | 0     | 0  | 1      | 35     | 12.º |
| 2012      | Top Race V6                             | Midas Racing Team         | 12       | 1         | 1     | 2  | 3      | 32     | 11.º |
| 2013      | Top Race V6                             | Midas Racing Team         | 12       | 1         | 0     | 2  | 1      | 13     | 9.º  |
| 2014      | Top Race V6                             | Midas Racing Team         | 1        | 0         | 0     | 0  | 0      | 174    | 2.º  |
| 2014      | Top Race V6                             | Schick Racing             | 9        | 0         | 0     | 0  | 5      | 174    | 2.º  |
| 2015      | Blancpain Endurance Series - Pro-Am Cup | Attempto Racing           | 1        | 0         | 0     | 0  | 0      | 0      | NC   |
| 2016      | 24H Series - A6-Pro                     | Drivex                    | 1        | 0         | 0     | 0  | 0      | 0      | NC   |
| 2016      | International GT Open - Pro-Am          | Drivex School             | 6        | 0         | 0     | 0  | 1      | 20     | 16.º |
| 2018      | International GT Open - Pro             | BMW Team Teo Martín       | 14       | 0         | 0     | 0  | 1      | 33     | 14.º |
| 2019      | Súper TC 2000                           | Fiat Racing Team STC2000  | 1        | 0         | 0     | 0  | 0      | 0      | NC†  |
| Fuente:   |                                         |                           |          |           |       |    |        |        |      |

- † Era piloto invitado, por lo que no sumó puntos.

## Resultados

### GP2 Series
(Clave) (negrita indica pole position) (cursiva indica vuelta rápida puntuable)

| Año  | Escudería     | 1   | 1   | 2   | 2   | 3   | 3   | 4   | 4   | 5   | 5   | 6   | 6   | 7   | 7   | 8   | 8   | 9   | 9   | 10  | 10  | 11  | 11  | 12  | 12  | Pos. | Puntos | Ref.  |
| ---- | ------------- | --- | --- | --- | --- | --- | --- | --- | --- | --- | --- | --- | --- | --- | --- | --- | --- | --- | --- | --- | --- | --- | --- | --- | --- | ---- | ------ | ----- |
| 2005 | Campos Racing | IMO | IMO | BAR | BAR | MON | MON | NÜR | NÜR | MAG | MAG | SIL | SIL | HOC | HOC | BUD | BUD | EST | EST | MNZ | MNZ | SPA | SPA | SAK | SAK | 18.º | 4.5    | [ 3 ] |
| 2005 | Campos Racing | Ret | 7   | Ret | 12  | Ret | Ret | 18† | 15  | Ret | NC  | 11  | Ret | 10  | NC  | Ret | 7   | 15  | Ret | 12  | 17† | 5   | 6   | 10  | 12  | 18.º | 4.5    | [ 3 ] |

### Turismo Competición 2000
| Año  | Equipo             | Auto               | 1   | 2   | 3   | 4   | 5   | 6   | 7  | 8   | 9   | 10  | 11  | 12  | 13  | 14  | Res. | Puntos |
| ---- | ------------------ | ------------------ | --- | --- | --- | --- | --- | --- | -- | --- | --- | --- | --- | --- | --- | --- | ---- | ------ |
| 2007 |                    |                    | CR  | GR  | BB  | SMM | SJU | SP  | AG | SFE | SRA | VIE | BA  | OBE | SL  | PDE | -    | -      |
| 2007 | Edival Racing Team | Chevrolet Astra II |     |     |     |     |     |     |    |     |     |     | Ret |     |     |     | -    | -      |
| 2010 |                    |                    | PDE | SMM | GR  | AG  | RES | TRH | LR | SFE | SFE | CEN | OBE | BA  | PDF |     | 21°  | 6      |
| 2010 | Peugeot Cobra Team | Peugeot 307        | 12  | 28† | 16  | Ret | 15  | 15† | 9  | Ret | 13  | 7   | Ret | 19† | 18  |     | 21°  | 6      |
| 2011 |                    |                    | GR  | SFE | SFE | SMM | SJU | RES | AG | TRH | LPL | TRE | JUN | PDF | PAR |     | 19°  | 46     |
| 2011 | Peugeot Cobra Team | Peugeot 307        | 19  | Ret | 9   | 17  | 7   | 14  | 8  | 16  | 12  | Ret | 16  | 14  | 12  |     | 19°  | 46     |

#### Copa Endurance Series
| Año  | Equipo             | Auto        | 1   | 2   | 3   | Res. | Puntos |
| ---- | ------------------ | ----------- | --- | --- | --- | ---- | ------ |
| 2010 |                    |             | TRH | CEN | BA  | 18°  | 4      |
| 2010 | Peugeot Cobra Team | Peugeot 307 | 15† | 7   | 18† | 18°  | 4      |

### Súper TC 2000
| Año  | Equipo                   | Auto         | 1  | 2  | 3   | 4   | 5   | 6   | 7   | 8   | 9   | 10  | 11 | 12 | 13  | Res. | Puntos |
| ---- | ------------------------ | ------------ | -- | -- | --- | --- | --- | --- | --- | --- | --- | --- | -- | -- | --- | ---- | ------ |
| 2019 |                          |              | AG | GR | VIL | ROS | PAR | SAL | SNI | SJU | SMM | SMM | BA | RC | CEN | -    | -      |
| 2019 | Fiat Racing Team STC2000 | Fiat Tipo II |    |    |     |     |     |     |     |     |     |     | 8  |    |     | -    | -      |